# Bhai
Bhai (en hindi y sarnami: hermano) (26 de enero de 1935-19 de diciembre de 2018) es el seudónimo del poeta surinamés James Ramlall.

## Biografía
Nació en el antiguo distrito de Surinam, estudió en los Países Bajos (en neerlandés, literatura y pedagogía) y en la India (filosofía y religión), y realizó su tesis doctoral sobre "El problema del ser en Heidegger y Sankara".
Fue subdirector y luego director de Cultura del Ministerio de Educación y Cultura de Surinam, y se mostró muy activo en el mundo de la cultura, siendo fundador del centro de conferencias "Centro del Caribe" de Lelydorp.
Escribió poesía en hindi y neerlandés en la revista "Soela", filosófico y meditativo.
El trabajo se compiló en neerlandés "Vindu" (hindi: Secreto, 1982) en la que es perceptible la imagen concreta de su poesía anterior. Por esta colección Bhai recibió el premio de Literatura de Surinam 1980-1982. Desde entonces se volcó a la poesía, aunque ha tenido algunas contribuciones esporádica en "De Ware Tijd Literair".
En 2003 recibió el Premio Gaanman Gazon Matodja.